# Bulbophyllum inaequisepalum
Bulbophyllum inaequisepalum là một loài phong lan thuộc chi Bulbophyllum.